# Cephalophorus natalensis
Il cefalofo rosso (Cephalophorus natalensis (A. Smith, 1834)) è un piccolo cefalofo originario delle foreste e delle boscaglie dell'Africa centrale e meridionale.

## Descrizione
Con una lunghezza di 75–87 cm e un peso di 12–14 kg, questa piccola e tozza antilope presenta uno splendido mantello rosso-castano, grazie al quale può, stranamente, dissimulare la sua presenza nelle zone di chiaroscuro della foresta. Sia il maschio che la femmina possiedono brevi corna diritte e rivolte all'indietro, nascoste da un ciuffo di lunghi e folti peli di colore nero-castano. Le corna dei maschi sono lunghe circa il doppio di quelle delle femmine. I margini delle orecchie, il mento, la gola e la parte inferiore della coda (lunga 9–14 cm) sono bianchi, mentre la parte superiore della coda, le orecchie e il muso sono neri. I peli del collo divengono color grigio-azzurro con l'età e davanti a ogni occhio è presente una caratteristica ghiandola odorifera, lunga e sottile.

## Distribuzione e habitat
Il cefalofo rosso è diffuso lungo la costa orientale dell'Africa, in Malawi, Mozambico, Sudafrica, Swaziland, Tanzania, Kenya e Zambia.
Abita nelle foreste costiere, nelle foreste di montagna e nelle fitte boscaglie. Sembra che la sua presenza sia strettamente correlata a una vasta gamma di alberi che fioriscono e fruttificano tutto l'anno.

## Biologia
Come altri cefalofi (animali noti in lingua inglese come duiker, da una parola afrikaans che significa «tuffatori»), il cefalofo rosso è un animale timido che si tuffa al riparo tra la vegetazione al più piccolo segnale di disturbo. Generalmente viene avvistato da solo, ma talvolta sono stati visti anche esemplari in coppia o femmine con i piccoli. Quando due cefalofi rossi si incontrano, si salutano strofinando insieme le proprie ghiandole odorifere facciali; queste ghiandole vengono utilizzate anche per marcare rami, ramoscelli e tronchi d'albero presenti all'interno del loro territorio. Solo occasionalmente l'incontro tra due cefalofi sfocia in un combattimento, durante il quale le piccole corna affilate vengono impiegate per infliggere notevoli ferite.
La dieta del cefalofo rosso è costituita da fiori, fogliame e frutti caduti di recente dagli alberi. Spesso, i cefalofi sostano sotto alberi sui quali stanno nutrendosi dei branchi di scimmie, approfittando dei molti frutti che esse lasciano cadere senza cura. Sebbene nella maggior parte delle aree in cui è presente vada in cerca di cibo durante il giorno, nelle zone in cui è molto disturbato il cefalofo rosso può divenire notturno. Le femmine danno alla luce un unico piccolo dopo un periodo di gestazione di circa 210 giorni.

## Conservazione
Il cefalofo rosso è soggetto a cacce e catture intensive per il commercio del bushmeat in gran parte del suo areale; nelle foreste della Tanzania è una delle specie cacciate più di frequente. Inoltre, lo sfruttamento di vaste aree di foresta in ogni regione in cui vive, per l'industria del legname, gli insediamenti umani e l'agricoltura, ha notevolmente ridotto l'estensione degli habitat disponibili. Sebbene questa piccola antilope sia sempre largamente diffusa, e addirittura comune in molte aree, queste minacce hanno provocato la sua scomparsa da alcune zone, come le regioni costiere del Sudafrica a sud di Durban.